# Oscar Marx
Oscar Marx (Detroit, 14 luglio 1866 – Detroit, 23 novembre 1923) è stato un politico statunitense, sindaco di Detroit negli anni '10 del Novecento.

## Biografia
Marx nacque il 14 luglio 1866 nella Contea di Wayne figlio degli immigrati tedeschi Stephen e Eleanor Busch Marx.  Marx frequentò le scuole pubbliche di Detroit e il Seminario tedesco-americano, passando gran parte della sua giovinezza nell'agricoltura, ma dato che Detroit e la vicina Hamtramck (Michigan) crescevano, le due città si mangiarono la fattoria dei Marx.  Il padre di Oscar, Stephen, vendette la fattoria, dando ai figli diverse migliaia di dollari per aprire un'impresa.  Oscar Marx usò questi soldi per acquistare un'azienda ottica in bancarotta, la Michigan Optical Company, nel 1891, e grazie a lui l'azienda divenne una delle più grandi della regione.
Oltre ad essere presidente di questa azienda, Marx fu membro del consiglio di amministrazione della Standard Computing Scale Company e vice presidente della Robert Oakman Land Co.

## Carriera politica
Marx fu eletto consigliere nel 1895, posizione che tenne per otto anni. Nel 1904 Marx corse per la carica di tesoriere, ma fu sconfitto. Servì come delegato nella Convention nazionale Repubblicana del 1908 (e fu un delegato anche a quella del 1916).   Nel 1910, fu nominato assessore, e due anni dopo divenne sindaco di Detroit.  Marx fu eletto per tre mandati in tutto.
Marx nominò James J. Couzens, che divenne successivamente sindaco di Detroit, per prendere il controllo della forza di polizia di Detroit, e nel febbraio del suo ultimo anno da sindaco Marx creò una commissione per sovrintendere alla fattibilità della costruzione della Outer Drive, che bypassasse la città.